# Ephestiodes infimella
Ephestiodes infimella là một loài bướm đêm thuộc họ Pyralidae. Nó là loài bản địa của Bắc Mỹ, ở đó nó is mostly được tìm thấy ở miền đông Hoa Kỳ từ Maryland tới Florida, phía tây đến Texas, phía bắc đến miền nam Ontario. Nó là loài được du nhập ở Hawaii.
Sải cánh dài khoảng 11 mm. Con trưởng thành bay từ tháng 6 đến tháng 9 in Maryland.